# Куп победника купова у фудбалу 1984/85.
Куп победника купова 1984/1985. је било 25. издање клупског фудбалског такмичења које је организовала УЕФА.
Такмичење је трајало од 19. септембра 1984. дo 15. маја 1985. године. Евертон је у финалу био успешнији од Рапида из Беча и освојио први трофеј Купа победника купова. Финална утакмица одиграна је на стадиону Фејнорда у Ротердаму. Најбољи стрелци такмичења били су Валериј Газајев, Антоњин Паненка и Енди Греј са по 5 постигнутих голова.

## Резултати

### Први круг
| Меч | Клуб              | Држава          | укупан рез. | Држава          | Клуб             | 1. утак. | 2. утак. |
| --- | ----------------- | --------------- | ----------- | --------------- | ---------------- | -------- | -------- |
| 1   | Бајерн Минхен     | Западна Немачка | 6:2         | Норвешка        | Мос              | 4:1      | 2:1      |
| 2   | Тракија Пловдив   | Бугарска        | 5:1         | Луксембург      | Унион Луксембург | 4:0      | 1:1      |
| 3   | Рома              | Италија         | 3:1         | Румунија        | Стеауа Букурешт  | 1:0      | 0:0      |
| 4   | Рексем            | Велс            | 4:4(п.г.г.) | Португалија     | Порто            | 1:0      | 3:4      |
| 5   | Интер Братислава  | Чехословачка    | 2:1         | Финска          | Кусиси           | 2:1      | 0:0      |
| 6   | УКД               | Ирска           | 0:1         | Енглеска        | Евертон          | 0:0      | 0:1      |
| 7   | КБ                | Данска          | 0:3         | Холандија       | Фортуна Ситард   | 0:0      | 0:3      |
| 8   | Висла Краков      | Пољска          | 7:3         | Исланд          | Вестманаеја      | 4:2      | 3:1      |
| 9   | Малме             | Шведска         | 3:4         | Источна Немачка | Динамо Дрезден   | 2:0      | 1:4      |
| 10  | Балимина јунајтед | Северна Ирска   | 1:3         | Малта           | Хамрун Спартанс  | 0:1      | 1:2      |
| 11  | Мец               | Француска       | 6:5         | Шпанија         | Барселона        | 2:4      | 4:1      |
| 12  | Рапид Беч         | Аустрија        | 5:2         | Турска          | Бешикташ         | 4:1      | 1:1      |
| 13  | Гент              | Белгија         | 1:3         | Шкотска         | Селтик           | 1:0      | 0:3      |
| 14  | Шиофок            | Мађарска        | 1:3         | Грчка           | Лариса           | 1:1      | 0:2      |
| 15  | АПОЕЛ             | Кипар           | 1:6         | Швајцарска      | Сервет           | 0:3      | 1:3      |
| 16  | Динамо Москва     | СССР            | 6:2         | СФРЈ            | Хајдук Сплит     | 1:0      | 5:2      |

### Други круг
| Меч | Клуб             | Држава          | укупан рез. | Држава     | Клуб            | 1. утак. | 2. утак. |
| --- | ---------------- | --------------- | ----------- | ---------- | --------------- | -------- | -------- |
| 1   | Бајерн Минхен    | Западна Немачка | 4:3         | Бугарска   | Тракија Пловдив | 4:1      | 0:2      |
| 2   | Рома             | Италија         | 3:0         | Велс       | Рексем          | 2:0      | 1:0      |
| 3   | Интер Братислава | Чехословачка    | 0:4         | Енглеска   | Евертон         | 0:1      | 0:3      |
| 4   | Фортуна Ситард   | Холандија       | 3:2         | Пољска     | Висла Краков    | 2:0      | 1:2      |
| 5   | Динамо Дрезден   | Источна Немачка | 3:1         | Француска  | Мец             | 3:1      | 0:0      |
| 6   | Рапид Беч        | Аустрија        | 4:1         | Шкотска    | Селтик          | 3:1      | 1:01     |
| 7   | Лариса           | Грчка           | 3:1         | Швајцарска | Сервет          | 2:1      | 1:0      |
| 8   | Динамо Москва    | СССР            | 6:0         | Малта      | Хамрун Спартанс | 5:0      | 1:0      |

Напомена 1: Друга утакмица у Рапид Беч-Селтик је поново одиграна на Олд Трафорду у Манчестеру, након што је играч Рапида Рудолф Вајнхофер тврдио да је повређен предметом који је бацио Селтиков навијач. Селтик је победио утакмицу резултатом 3: 0.

### Четвртфинале
| Меч | Клуб           | Држава          | укупан рез. | Држава    | Клуб           | 1. утак. | 2. утак. |
| --- | -------------- | --------------- | ----------- | --------- | -------------- | -------- | -------- |
| 1   | Бајерн Минхен  | Западна Немачка | 4:1         | Италија   | Рома           | 2:0      | 2:1      |
| 2   | Евертон        | Енглеска        | 5:0         | Холандија | Фортуна Ситард | 3:0      | 2:0      |
| 3   | Динамо Дрезден | Источна Немачка | 3:5         | Аустрија  | Рапид Беч      | 3:0      | 0:5      |
| 4   | Лариса         | Грчка           | 0:1         | СССР      | Динамо Москва  | 0:0      | 0:1      |

### Полуфинале
| Меч | Клуб          | Држава          | укупан рез. | Држава   | Клуб          | 1. утак. | 2. утак. |
| --- | ------------- | --------------- | ----------- | -------- | ------------- | -------- | -------- |
| 1   | Бајерн Минхен | Западна Немачка | 1:3         | Енглеска | Евертон       | 0:0      | 1:3      |
| 2   | Рапид Беч     | Аустрија        | 4:2         | СССР     | Динамо Москва | 3:1      | 1:1      |

### Финале
| Меч | Клуб    | Држава   | укупан рез. | Држава   | Клуб      |
| --- | ------- | -------- | ----------- | -------- | --------- |
| 1   | Евертон | Енглеска | 3:1         | Аустрија | Рапид Беч |

| Освајач Купа победника купова у фудбалу 1984/85. |
| ------------------------------------------------ |
| Евертон 1. Титула                                |